# ミー・アンド・マイ・イマジネーション
「ミー・アンド・マイ・イマジネーション」(Me and My Imagination)は、イギリスのポップ歌手、ソフィー・エリス・ベクスターが3枚目のアルバム『トリップ・ザ・ライト・ファンタスティック』に収録した楽曲。ソフィー、ハンナ・ロビンソン、プロデューサーも務めたマット・プライムによって書かれたこの曲はダンス・ポップとニュー・ディスコのジャンルに分類され、歌詞の内容は熱心な求婚者にもっとアプローチするようにアドバイスするような内容になっている。いくつかの批評家はこの曲をファースト・アルバムの『リード・マイ・リップス』に入っていてもおかしくない曲だとした。
本曲はアルバムからのセカンド・シングルとして2007年5月に発売され、イギリスやスコットランドなどの国の音楽チャートに登場した。批評家からはその音楽性や歌詞に肯定的な評価が与えられ、『America's Next Top Model』のスペイン版でサントラとしても使用された。

## 問題
シングルのデジタル・リリースに際して、iTunesが当初の発売週より遅れて配信を開始するミスが起きた。ソフィーはこれについて「この問題が無ければトップ10に入っていたかもしれない」と信じているという。

## ミュージック・ビデオ
ビデオはNourizadeh Nimaによってロンドンの西部で撮影された。当初はソフィー・ミュラーを監督に指名していたものの、ミュラーが当時足首を痛めていたため断られた。

## トラックリスト
| - 2-track single 1. "Me and My Imagination" – 3:27 2. "Move to the Music" – 3:33 - Maxi single 1. "Me and My Imagination" – 3:27 2. "Move to the Music" – 3:33 3. "Me and My Imagination" (Tony Lamezma Radio Mix) – 3:43 4. "Me and My Imagination" (StoneBridge Radio Mix) – 3:14 5. "Me and My Imagination" (video) - 12" picture disc 1. "Me and My Imagination" – 3:28 2. "Here's to You" – 2:46 3. "Catch You" (Riff & Ray's Mix) – 8:17 4. "Me and My Imagination" (StoneBridge Vocal Mix) – 7:20 | - Digital single (2024) 1. "Me and My Imagination" – 3:27 2. "Move to the Music" – 3:32 3. "Here's to You" – 2:47 4. "Me and My Imagination" (StoneBridge Radio Mix) – 3:14 5. "Me and My Imagination" (StoneBridge Remix) – 6:40 6. "Me and My Imagination" (Tony Lamezma Radio Mix) – 3:44 7. "Me and My Imagination" (Tony Lamezma Club Mix) – 5:19 |

## チャート
| チャート (2007)                          | 最高 順位 |
| ---------------------------------------- | --------- |
| ベルギー (Ultratip Flanders)             | 9         |
| CIS (TopHit)                             | 16        |
| ロシア Airplay (TopHit)                  | 32        |
| スコットランド (Official Charts Company) | 16        |
| UK シングルス (OCC)                      | 23        |

| チャート (2007)         | 順位 |
| ----------------------- | ---- |
| CIS (TopHit)            | 109  |
| ロシア Airplay (TopHit) | 177  |